# Ministério dos Transportes (Rússia)
O Ministério dos Transportes da Federação Russa (em russo: Министерство транспорта Российской Федерации) é um ministério do governo da Rússia responsável pelos transportes.
O Ministério dos Transportes supervisiona o transporte rodoviário, as ferrovias, a aviação comercial, o transporte marítimo, o transporte por vias navegáveis interiores e os sistemas de metrô urbano na Rússia. O ministério desenvolve políticas públicas e regulamentações legais e também supervisiona o levantamento, o mapeamento e a nomeação de características geográficas. A sede do Ministério dos Transportes fica no distrito de Meshchansky, em Moscou.
O Ministério dos Transportes foi criado em 1809 como o Ministério dos Transportes Ferroviários do Império Russo e, posteriormente, tornou-se o Comissariado do Povo para as Ferrovias da União Soviética. Foi reformado para Ministério das Ferrovias em 1946 e, posteriormente, expandiu sua autoridade para se tornar o Ministério dos Transportes da União Soviética. Foi restabelecido como o Ministério dos Transportes da República Socialista Federativa Soviética Russa após o colapso da União Soviética em 1991 e recebeu seu nome atual quando o estado foi renomeado para Federação Russa em 25 de dezembro de 1991. Entre 9 de março e 20 de maio de 2004, o Ministério dos Transportes foi brevemente fundido com o Ministério das Comunicações e Informações, formando o Ministério dos Transportes e Comunicações.
O atual Ministro dos Transportes é Andrey Nikitin, nomeado pelo Presidente Vladimir Putin desde julho de 2025.

## Agências subordinadas
- Serviço Federal de Supervisão de Transporte ("Rostransnadzor"; Федеральная служба по надзору в сфере транспорта, Ространснадзор). Formado em 2004.
- Agência Federal de Transporte Aéreo (FATA) ("Rosaviatsia"; Федеральное агентство воздушного транспорта, Росавиация). Formado em 1964 como Ministério do Transporte Aéreo Civil na União Soviética, responsável pela inspeção do transporte aéreo civil. Nomes anteriores: Departamento de Transporte Aéreo do Ministério dos Transportes (1991-1995), Serviço Aéreo Federal (1996-1998), Serviço Federal de Transporte Aéreo (1999), Serviço Estatal de Aviação Civil (2000-2003), desde 2004 está usando o nome atual.
- Agência Rodoviária Federal ("Rosavtodor"; Федеральное дорожное агентство, Росавтодор)
- Agência Federal de Transporte Ferroviário ("Roszheldor"; Федеральное агентство железнодорожного транспорта), formada em 2004 como base do anterior Ministério das Ferrovias, que foi dissolvido.
- Agência Federal de Transporte Marítimo e Fluvial ("Rosmorrechflot"; Федеральное агентство морского и речного транспорта, Росморречфлот).

## Ministros dos Transportes da Federação Russa
| Vitaly Yefimov   | 1990–1996     |
| Nikolai Tsakh    | 1996–1998     |
| Sergey Frank     | 1998–2004     |
| Igor Levitin     | 2004–2012     |
| Maksim Sokolov   | 2012–2018     |
| Yevgeny Dietrich | 2018–2020     |
| Vitaly Savelyev  | 2020–2024     |
| Roman Starovoyt  | 2024–2025     |
| Andrey Nikitin   | 2025–presente |

## Links externos
- Site oficial do Ministério dos Transportes (em russo)
- Atos legais do Ministério dos Transportes (em russo)